# Karol Janicki
Karol Janicki (ur. 18 sierpnia 1949) – polski językoznawca, socjolingwista i anglista. Do jego zainteresowań naukowo-badawczych należą: socjolingwistyka stosowana, lingwistyka potoczna, problematyka konfliktu językowego i językoznawstwo kognitywne. Autor istotnej pracy Toward non-essentialist sociolinguistics. 
Habilitował się w 1981 r. na Uniwersytecie im. Adama Mickiewicza w Poznaniu. W latach 1977–1990 był członkiem Prezydium Polskiego Towarzystwa Neofilologicznego. Wykładał gościnnie w USA, Austrii, Norwegii, Niemczech, Polsce, Finlandii, Ukrainie, Grecji i Hiszpanii. Obecnie piastuje stanowisko profesora w Katedrze Języka Angielskiego na Uniwersytecie w Bergen.

## Wybrana twórczość
- Language misconceived (2006)[7]
- Against essentialism (1999)[7]
- Toward non-essentialist sociolinguistics (1990)[7]
- The Foreigner's language in a sociolinguistic perspective (1982)[7]